# Terror by Night
Terror by Night (br Noite Tenebrosa) é um filme estadunidense de 1946 do gênero aventura, dirigido por Roy William Neill. Outra produção cinematográfica com o célebre detetive Sherlock Holmes, inspirada nas histórias de Arthur Conan Doyle. O roteiro de Frank Gruber se baseia vagamente nos contos The Disappearance of Lady Frances Carfax e The Adventure of the Blue Carbuncle.

## Elenco
- Basil Rathbone ... Sherlock Holmes
- Nigel Bruce ... Dr.John H. Watson
- Alan Mowbray ... Major Duncan Bleek (Coronel Sebastian Moran)
- Dennis Hoey ... Inspetor Lestrade
- Renee Godfrey ... Vivian Vedder
- Frederick Worlock ... Professor Kilbane
- Mary Forbes ... Lady Margaret Carstairs
- Skelton Knaggs ... Sands
- Geoffrey Steele ... Roland Carstairs
- Billy Bevan ... Bilheteiro

## Sinopse
Em Londres, Sherlock Holmes é chamado para um caso pela rica família escocesa Carstair, proprietária do famoso diamante "Estrela da Rodésia". Depois de uma tentativa de roubo, eles querem que o detetive os acompanhe durante a viagem de regresso ao seu país, a bordo do "Expresso da Escócia", para proteger a jóia. Sherlock se encontra na estação com seu parceiro Doutor Watson que traz consigo um velho amigo do exército colonial indiano, o major Duncan Bleek. Também está a bordo o inspetor de polícia Lestrade que está na pista dos ladrões.
Não demora muito e ocorre o roubo e um assassinato. Sherlock logo revela sua suspeita de que o misterioso vilão Sebastian Moran está por trás dos crimes. E que aceitara o caso devido ao notório interesse desse criminoso por joias.